# Бєлоусов Микола Григорович
Бєлоусов Микола Григорович (24 квітня 1799, Київ — 1854, Санкт-Петербург) — професор Ніжинської гімназії вищих наук, дійсний статський радник. Походив з міщанської сім'ї. Випускник Києво-Могилянської академії та Харківського університету. Один з учителів письменників Миколи Гоголя і Нестора Кукольника, філософа Петра Редькіна, етнографа Платона Лукашевича.

## Біографія
Народився в міщанській сім'ї. Дитячі роки пройшли в старій частині міста, «на Золотій вулиці» (зараз вул. Золотоворітська) біля Київського Софійського собору, де 7 травня 1800 року його батько Григорій Гаврилович Білоусов купив садибу у священика Данила Дмитровича Козловського. З правого боку їхнім сусідом був протоієрей та кавалер Д. Сигиревич, з лівого — диякон Трохим Бобир.
Навчався в Києво-Могилянській академії.
Закінчивши курс філософських наук, вступив до Харківського університету, де вивчав переважно словесні та юридичні науки. Ученик професора Йоганна Шада.
Отримавши звання кандидата, 21 січня 1820 року призначений учителем російської словесності до Київської гімназії. Цю посаду займав до червня 1825 року.
Потім працював молодшим професором юридичних наук Ніжинської гімназії вищих наук князя Безбородька (1825–1830). Після вимушеної відставки (1830) вступив на службу секретарем Київського опікунського комітету над в'язницями, звідки незабаром переведений до канцелярії київської генеральної-губернії помічником секретаря.
Служив у Санкт-Петербурзі в капітулі російського імператорського та царського орденів (1836–1854).
1841 року в Києві на Подолі, в парафії церкви Миколи Набережного, жив старий лікар Севастопольського морського госпіталю Білоусов Федір Григорович. Можливо, він також учився в Києво-Могилянській академії та був рідним братом Миколи Григоровича.

## Педагогічна діяльність
Микола Григорович Бєлоусов мав великий вплив на студентів і користувався неабияким авторитетом і як викладач, і як інспектор.
Нестор Кукольник згадував: «С необычайным искусством Николай Григорьевич изложил нам всю историю философии, … так, что в голове каждого из нас установился прочно стройный систематический скелет науки наук. … Безконечную, неисчислимую пользу нашим студентам принесли лекции Николая Григорьевича».
На посаді інспектора М. Г. Бєлоусов мав дуже високу оцінку від Миколи Гоголя: «Всевозможные удовольствия, забавы занятия доставлены нам, и этим мы всем должны нашему инспектору. Я не знаю, можно ли достойно выхвалить этого родного человека. Он обходится со всеми нами совершенно как с друзьями своими, заступается за нас против притязаний конференции нашей и профессоров-школяров. И, признаюсь, ежели бы не он, то у меня недостало бы терпения здесь окончить курс…» Улюблений учитель Миколи Гоголя в Ніжинській гімназії. Під його впливом формувався світогляд майбутнього письменника. Фахівці вважають, що саме Бєлоусов став прототипом героя поеми Гоголя «Мертві душі» Олександра Івановича.
Петро Редькін розділяв професорів гімназії на два гуртки: «До одного належали люди шляхетні, розумні і обізнані, а до іншого — їхня більша чи менша протилежність.» Миколу Бєлоусова він зараховував до числа перших.
7 травня 1827 р. донос одного з професорів гімназії В. М. Білевича поклав початок «справі про вільнодумство», під яку потрапив і Микола Бєлоусов. В доносі наголошувалося, що «приметил у некоторых учеников основания
вольнодумства», і що це було прямим результатом читаного Бєлоусовим курсу природного права. Справа розглядалася на найвищому рівні. 27 жовтня 1830 р. після наказу міністра К. А. Лівена, який схвалив Микола I, Миколу Григоровича разом з трьома іншими професорами (К. В. Шапалинським, І. Я. Ландражиним і Ф. Й. Зінгером) звільнили з роботи і поставили під нагляд поліції.
С. Й. Машинський на основі великої кількості матеріалів, що зберігаються в Російському державному історичному архіві в Петербурзі та в архіві м. Ніжина, аргументовано довів зв'язок ніжинських професорів з діячами декабристського та польського визвольного руху. Зокрема з ними зблизився Василь Лукич Лукашевич під час провідин племінника Платона Лукашевича, що навчався в Ніжинській гімназії. Після повстання декабристів на Сенатській площі Петербурга зустрічі Лукашевича з ніжинськими однодумцями не припинялися. І навіть тоді, коли він став людиною підозрілою й небезпечною для імперії, ніжинські професори таємно навідувалися до Василя Лукича і зустрічалися з ним у Борисполі в його будинку.

## Архіви
ЦДІАК України, ф. 127, оп. 1012, спр. 2032, арк. 94 зв.;
ф. 486, оп. 5, спр. 3, арк. 85.